# Gornja Sipulja
Gornja Sipulja (izvirno srbsko Горња  Сипуља) je naselje v Srbiji, ki upravno spada pod Mesto Loznica; slednje pa je del Mačvanskega upravnega okraja.

## Demografija
V naselju živi 208 polnoletnih prebivalcev, pri čemer je njihova povprečna starost 49,7 let (47,4 pri moških in 52,3 pri ženskah). Naselje ima 97 gospodinjstev, pri čemer je povprečno število članov na gospodinjstvo 2,52.
To naselje je, glede na rezultate popisa iz leta 2002, večinoma srbsko, v času zadnjih treh popisov pa je opazno zmanjšanje števila prebivalcev.
|  |

| Demografija | Demografija     | Demografija     |
| Leto        | Št. prebivalcev | Št. prebivalcev |
| ----------- | --------------- | --------------- |
|             |                 |                 |
|             |                 |                 |
|             |                 |                 |
|             |                 |                 |
| 1948        | 932             |                 |
| 1953        | 916             |                 |
| 1961        | 799             |                 |
| 1971        | 623             |                 |
| 1981        | 444             |                 |
| 1991        | 320             | 320             |
| 2002        | 249             | 244             |
|             |                 |                 |

| Etnična sestava po popisu iz leta 2002 | Etnična sestava po popisu iz leta 2002 | Etnična sestava po popisu iz leta 2002 | Etnična sestava po popisu iz leta 2002 | Etnična sestava po popisu iz leta 2002 |
| -------------------------------------- | -------------------------------------- | -------------------------------------- | -------------------------------------- | -------------------------------------- |
| Srbi                                   | Srbi                                   |                                        | 242                                    | 99,18%                                 |
| Neznano                                | Neznano                                |                                        | 2                                      | 0,81%                                  |